# Anton Cajetan Adlgasser
Anton Cajetan Adlgasser (Inzell, 1º ottobre 1729 – Salisburgo, 23 dicembre 1777) è stato un compositore e organista tedesco.
Nato a Inzell, in Baviera, si trasferì a Salisburgo dove fu allievo di Johann Ernst Eberlin. Dal 1750 si distinse come organista della cattedrale di Salisburgo, ruolo che ricoprì per tutta la vita. Dopo un viaggio in Italia tra il 1764 e il 1765 mise in scena a Salisburgo nel 1767 la sua unica opera, La Nitteti di Pietro Metastasio; nello stesso anno collaborò con Mozart e Johann Michael Haydn nell'oratorio Die Schuldigkeit des ersten Gebots. Mozart, che aveva un'alta considerazione della musica di Adlgasser, gli succedette come organista alla cattedrale di Salisburgo nel 1777.
Adlgasser è stato soprattutto l'autore di moltissima musica sacra, fra cui otto messe, due requiem e vari oratori.
Adlgasser si sposò per la prima volta nel 1752 con Maria Josepha, la figlia di J.E. Eberlin, il precedente organista della cattedrale di Salisburgo. Quattro anni dopo sposò Maria Barbara Schwab e nel 1769 la cantante di corte Maria Anna Fesemayer (1743-1782), la quale cantò in Die Schuldigkeit e creò il ruolo di Ninetta in La finta semplice. I testimoni di queste ultime nozze furono Mozart e suo padre.
Adlgasser morì d'infarto a Salisburgo nel 1777 mentre suonava l'organo.